# Запис Марјановића крушка (Жидиље)
Запис Марјановића крушка (Жидиље) се налази на парцели чији је власник Марјановић Милојко.

## Локација
| Општина             | Деспотовац                                                                  |
| Катастарска општина | Жидиље                                                                      |
| Потес               | Маквиште                                                                    |
| Координате          | 44° 03′ 37″ С; 21° 34′ 59″ И / 44.060400000000001° С; 21.582999999999998° И |
| Надморска висина    | 532m                                                                        |

## Карактеристике
Дендрометријске вредности утврђене на терену и сателитским снимцима:
| Стабло                     | Крушка |
| Висина стабла              | m      |
| Обим дебла                 | m      |
| Пречник крошње             | 0m     |
| Пречник дебла              | m      |
| Висина дебла до прве гране | m      |

## База записа
Запис је у оквиру Викимедија пројекта "Запис - Свето дрво" заведен под редним бројем 0428.